# Кернер (Тирингија)
Кернер (њем. Körner) општина је у њемачкој савезној држави Тирингија. Једно је од 47 општинских средишта округа Унструт-Хајних. Према процјени из 2010. у општини је живјело 1.801 становника. Посједује регионалну шифру (AGS) 16064037.

## Географски и демографски подаци
Кернер се налази у савезној држави Тирингија у округу Унструт-Хајних. Општина се налази на надморској висини од 208 метара. Површина општине износи 30,6 km². У самом мјесту је, према процјени из 2010. године, живјело 1.801 становника. Просјечна густина становништва износи 59 становника/km².